# Yasuji Mori
Yasuji Mori (森康二?, Mori Yasuji; Tottori, 28 gennaio 1925 – 4 settembre 1992) è stato un animatore giapponese.

## Biografia[1]

### Gli inizi
Cresciuto a Taiwan, si laureò in architettura presso l'Accademia Nazionale di Belle Arti di Tokyo nel 1948. Fortemente colpito dai cortometraggi animati americani, decise però di dedicarsi all'animazione. La sua carriera in questo campo iniziò alla Nihon Dogasha, dove conobbe Kenzō Masaoka e Sanae Yamamoto, pionieri dell'animazione giapponese. Dopo aver curato l'inchiostratura per Tora-chan to Hanayome, animò alcuni brevi lavori, tra cui Poppo-ya-san nonki ekichō e Kobito to Aomushi, sotto la guida di Masao Kumagawa e Hideo Furusawa. A seguito di una riorganizzazione dello studio, seguì un periodo in cui Mori si dedicò all'illustrazione pubblicitaria ed iniziò a collaborare, sempre come illustratore, con la rivista mensile Manga Shōnen e, soprattutto, con le case editrici Shogakukan e Kōdansha, per le quali curò l'illustrazione di libri per bambini, cosa che avrebbe continuato a fare per tutta la vita.

### Il lavoro alla Toei
Nel 1955 tornò all'animazione per dirigere con Taiji Yabushita Kōsagi monogatari e si unì nuovamente alla Nihon Dōga, divenuta nel frattempo Nichido Eigasha, per la quale si occupò anche del character design e dell'animazione di Kuroi kikori to shiroi kikori. Quando la Nichido fu assorbita nel gruppo Toei per dar vita alla Toei Dōga nel 1956, Mori venne a trovarsi in prima linea nella divisione produzioni animate, posizione che ha sempre mantenuto durante la rapida espansione del settore, esercitando una grande influenza stilistica.
Alla Toei Mori contribuì enormemente alla crescita artistica dello studio, lavorando all'animazione di lungometraggi come La leggenda del serpente bianco (1958), la prima pellicola animata a colori realizzata in Asia, Shōnen sarutobi Sasuke (1959) e Saiyuki (Le tredici fatiche di Ercolino, 1960). Ma è con Wanpaku ōji no oroji taiji del 1963 che Mori, primo direttore dell'animazione (sakkan) della storia dell'animazione giapponese, diede vita ad una nuova idea di animazione, dando all'intero film uno stile omogeneo ed innovativo.
Lavorando poi a lungometraggi come Taiyo no ōji Horusu no daiboken (La grande avventura del piccolo principe Valiant) e Nagagutsu o haita neko (Il gatto con gli stivali), e con cortometraggi quali Koneko no rakugaki e Koneko no sutajio, Mori ha formato ed ispirato artisti che in seguito sono diventati tutti notabili dell'animazione giapponese, come Yusaku Sakamoto, Yasuo Ōtsuka, Norio Hikone, Reiko Okuyama, Sadao Tsukioka, Kazuko Nakamura, Makoto Nagasawa, Shigeyuki Hayashi, Gisaburo Sugii, Yōichi Kotabe, Hayao Miyazaki ed Isao Takahata, secondo il quale l'influenza di Mori nell'animazione giapponese è stata «incalcolabile».

### Il passaggio alla Nippon Animation
Nel 1973 Mori lasciò la Toei per passare alla Nippon Animation, dove si dedicò quasi esclusivamente a serie televisive tanto come character designer che come animatore e direttore dell'animazione. Tra i lavori più importanti di questo periodo, Alps no shōjo Heidi (Heidi) come direttore dell'animazione, Flanders no inu (Il fedele Patras) come character designer e Mirai shōnen Conan (Conan il ragazzo del futuro) come supervisore dell'animazione, ma anche la mai tralasciata attività di illustratore di libri per bambini, tra cui una intera collana di fiabe popolari del mondo per la Kodansha, e delle copertine del mensile Yoji to Hoiku. Tra le sue ultime opere prima della morte, Shōkōjo Sara (Lovely Sara) e Grimm meisaku gekijō.

## Opere principali

### Anime
- Torachan to Hanayome (coloratore - 1948)
- Poppo-ya-san nonki ekichō (animatore - 1948)
- Poppo-ya-san nonki kikanshi (animatore - 1949)
- Kobito to Aomushi (animatore - 1950)
- Ari to Hato (animatore - 1953)
- Kappa Kawataru (animatore - 1954)
- Kōsagi monogatari (regista e animatore - 1955)
- Ukare violin (animatore - 1955)
- Kuroi kikori to shiroi kikori (animatore e character designer - 1956)
- Koneko no rakugaki (regista e supervisore animazione - 1957)
- La leggenda del serpente bianco (supervisore animazione - 1958)
- Koneko no sutajio (regista e supervisore - 1959)
- Shōnen sarutobi Sasuke (supervisore animazione - 1959)
- Saiyuki (supervisore animazione - 1960)
- Anju to Zushiōmaru (Robin e i due moschettieri e mezzo - supervisore animazione - 1961)
- Nezumi no yomeiri (supervisore animazione - 1961)
- Mogura no motoro (supervisore animazione - 1962)
- Wanpaku ōji no oroji taiji (direttore animazione - 1963)
- Wanwan chūshin-sō (supervisore animazione - 1963)
- Gulliver no uchū ryokō (supervisore animazione - 1965)
- Uchū Patrol Hopper (direttore animazione - 1965)
- Hassuru panchi (autore e direttore animazione - 1965)
- 001/7 Oyayubi tomu (direttore animazione - 1967)
- Taiyo no ōji Horusu no daiboken (La grande avventura del piccolo principe Valiant - supervisore animazione - 1968)
- Nagagutsu o haita neko  (Il gatto con gli stivali - character designer e direttore animazione - 1969)
- Chibikko Remi to meiken kapi (supervisore animazione - 1970)
- Dobutsu takarajima (direttore animazione - 1971)
- Alibaba to yonjubiki no tozuku (supervisore animazione - 1971)
- Mainu Rainā 0011: henshin seyo! (supervisore animazione - 1972)
- Nagagutsu san jūshi (direttore animazione - 1972)
- Panda no daiboken (supervisore animazione - 1973)
- Yama nezumi Rokkii Chakku (direttore animazione - 1973)
- Alps no shōjo Heidi (Heidi - direttore animazione - 1974)
- Flanders no inu (Il fedele Patrash - character designer - 1975)
- Sogen no shōjo Laura (Laura - character designer e direttore animazione - 1975)
- Seton dobutsuki: kuma no ko Jacky (character designer - 1977)
- Peline monogatari (Peline Story - layout - 1978)
- Mirai shōnen Conan (Conan il ragazzo del futuro - supervisore animazione - 1978)
- Hoshi no ojisama Petit Prince (character designer - 1978)
- Seton dobutsuki: kirisu no banā (character designer - 1979)
- Fushigi no kuni no Arisu (supervisore layout - 1983)
- Fushigi na koara Blinky (supervisore layout - 1984)
- Shōkōjo Sara (Lovely Sara - supervisore layout - 1985)
- Grimm meisaku gekijō (character designer - 1987)
- Shin Grimm meisaku gekijō (character designer - 1989)